# Special love (COLORの曲)
「Special love」（スペシャル ラヴ）は、COLORのデビューシングル。2004年12月1日にrhythm zoneから発売。

## 概要
EXILEのATSUSHIを中心とした4人組グループCOLORのデビューシングル。「CDのみ」の1形態で発売。
カップリングにはEXILESのアルバム『HEART of GOLD 〜STREET FUTURE OPERA BEAT POPS〜』に収録されていたCOLORの楽曲「Close To You」と「JOY」のバージョン違いを収録。

## 収録曲
CD
1. Special love 
作詞：ATSUSHI、作曲：KAYA
TBS系『王様のブランチ』2004年12月・2005年1月度エンディングテーマ
2. Close To You (Winter ver.)
3. JOY ("Joyful" Classic MIX)
4. Special love (Instrumental)